# Lembach
Lembach település Franciaországban, Bas-Rhin megyében. Lakosainak száma 1510 fő (2022. január 1.). Lembach Climbach, Dambach, Gœrsdorf, Lampertsloch, Langensoultzbach, Niedersteinbach, Obersteinbach, Preuschdorf, Windstein, Wingen és Wœrth községekkel határos.

## Népesség
A település népességének változása:
| Lakosok száma | 1614 | 1580 | 1601 | 1540 | 1549 | 1548 | 1551 | 1531 | 1510 |
|               | 2013 | 2015 | 2016 | 2017 | 2018 | 2019 | 2020 | 2021 | 2022 |